# Igor de Camargo
Igor Alberto Rinck de Camargo (Porto Feliz, 12 de maio de 1983), conhecido apenas como Igor de Camargo, é um ex-futebolista brasileiro que possui cidadania belga. Jogou como atacante, na posição de centro-avante e fez carreira em clubes da Bélgica em especial no Standard de Liège, Alemanha e no Chipre e foi o segundo brasileiro a jogar pela seleção Belga.

## Carreira
Desenvolveu toda a carreira profissional na terra que adotou: debutou em 2000 no Racing Genk. Após três anos e sem se firmar, foi cedido na temporada 2003/04 ao Beringen-Heusden-Zolder. Após breve retorno ao Genk, teve destaque no Brussels, de Bruxelas.
Após uma temporada na capital, foi comprado pelo Standard Liège. Em sua primeira temporada, participou ativamente do primeiro título do clube no campeonato belga desde 1983 - o tabu de 25 anos era também referente à falta de títulos de qualquer clube da Valônia. Um bi viria na temporada seguinte, a de 2008/09.
Com a boa fase, recebeu a primeira convocação para a Seleção Belga, estreando em fevereiro de 2009. Tornou-se o segundo brasileiro a jogar pelos Diables Rouges, depois do maranhense Luís Oliveira, que jogou pelo país na década de 1990.
Em 2010 se transferiu para o Borussia Mönchengladbach onde marcou o gol que ajudou a equipe alemã a se salvar do rebaixamento. Seu gol foi considerado pelo clube o gol da década pelos torcedores alemãos.
Em 2013 após empréstimo para o Hoffenheim, voltou para a Bélgica e teve passagem pelo Standard de Liège e KRC Genk, em ambos sua segunda passagem.
Em 2016 foi transferido para o APOEL do Chipre, onde se sagrou Bicampeão cipriota, disputando sua quarta liga dos campeões.
De retorno ao pais que o adotou, a Bélgica, ajudou o tradicional clube belga, o Y.R.K.V. Mechelen a voltar a 1º divisão e conquistando no mesmo período a copa da Bélgica, conquistando também o titulo que faltava em sua vitoriosa carreira.
No dia 30 de maio de 2022 encerrou sua carreira, fechando assim uma carreira vitoriosa no RWDM.

## Títulos
Genk
- Campeonato Belga: 2001–02

Standard Liège
- Campeonato Belga: 2007–08, 2008–09
- Supercopa da Bélgica: 2008, 2009

APOEL
- Campeonato Cipriota: 2016–17, 2017–18

Mechelen
- Copa da Belgica: 2018–19